# Nashla Aguilar

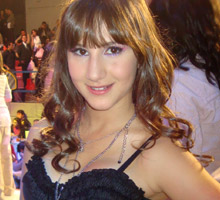

Nashla Aguilar Abraham (Cidade do México, 22 de março de 1994) é uma atriz e cantora mexicana que iniciou sua carreira no Código F.A.M.A, e também fez vários comerciais de telvisão. Ficou conhecida por fazer a esperta Sofia em Sueños y Caramelos em 2005. Também atuou ao lado de Danna Paola e Natalia Juárez em Atrévete a Soñar como Paola.

## Filmografia
- Silvia Pinal: La serie (2019) como Luz María (Villana)
- Renta Congelada (2017) como Invitada especial
- Como dice el dicho (2011) como Ximena(Um episódio)
- La rosa de Guadalupe (2010) como Sandy (Um episódio)
- La rosa de Guadalupe (2010) como Luz (Um episódio)
- Atrévete a soñar (2009-2010) como Paola (Villana)
- La rosa de Guadalupe (2009) como Malena (Um episódio)
- Duelo de pasiones (2006) como Gaby (Atuação infantil)
- La energía de Sonric'slandia (2005) concursante Nashla Aguilar
- Sueños y caramelos (2005) como Sofía Ramirez (Protagonista Infantil)
- Código F.A.M.A. (2003) Concursante Nashla Aguilar

## Ligações Externas
- http://www.esmas.com/ninos/biografias/354145.html
- http://www.esmas.com/ninos/estrelllas/542481.html